# Kantábrie
Kantábrie (též Kantabrie, španělsky Cantabria) je provincie a současně jedno ze 17 autonomních společenství, rozkládající se na severu Španělska při pobřeží Biskajského zálivu. Metropolí tohoto hornatého regionu, který z historického hlediska náleží ke Staré Kastilii, je přístavní město Santander.

## Historie
Název území pochází od kmene Kantabrů, který ve starověku oblast obýval. V letech 26 až 19 př. n. l. byla obsazena Římem a připojena k provincii Hispánie. V pátém století se Kantábrie stala součástí Vizigótské říše, v rámci které se postupně stala autonomním vévodstvím. Poté byla od osmého století součástí Asturského a později Leonského království. Společně s Leónem pak v 11. století připadla Kastilii.
Provincie Kantábrie byla vytvořena v červenci 1778. Podle svého centra nesla provincie od roku 1833 jméno Santander. Po nástupu Juana Carlose na trůn byl na počátku osmdesátých let 20. století vypracován a koncem roku 1981 přijat Statut autonomního společenství Kantábrie. 

## Politika
V čele Kantábrie stojí předseda kantabrijské vlády. Předseda řídí činnost vlády, jmenuje a odvolává její členy. Předseda je volen z řad členů kantabrijského parlamentu a následně formálně do funkce jmenován králem. Předseda a s ním i celá vláda je odpovědná parlamentu, který ji může konstruktivním hlasováním vyslovit nedůvěru. 
Jednokomorový parlament autonomního společenství je volen na čtyřleté období poměrným systémem v jediném obvodě, který tvoří provincie Kantábrie. 35 mandátů je rozdělováno pomocí D'Hondtova dělitele těm stranám, které překročí 5% volební klauzuli. 

## Symboly

### Vlajka
Kantábrijská vlajka je tvořena listem o poměru stran 2:3 se dvěma vodorovnými pruhy, bílým a červeným. Uprostřed je umístěn Kantábrijský znak.

### Hymna
Kantábrijská hymna je píseň Himno a la Montaña. Hudbu složil a text napsal Juan Guerrero Urresti.

## Geografie
Na východě sousedí s Baskickem (provincie Bizkaia), na jihu s Kastilií a Leónem (provincie León, Palencia, a Burgos), na západě s Asturií, a na severu s Biskajským zálivem (zde označovaným jako Kantaberské moře).